# Selenogyrus africanus
Selenogyrus africanus är en spindelart som först beskrevs av Simon 1887.  Selenogyrus africanus ingår i släktet Selenogyrus och familjen fågelspindlar.
Artens utbredningsområde är Elfenbenskusten. Inga underarter finns listade i Catalogue of Life.